# ويليام ر. هوبكينز
ويليام ر. هوبكينز (بالإنجليزية: William R. Hopkins)‏ هو سياسي أمريكي، ولد في 26 يوليو 1869 بجونستاون في الولايات المتحدة، وتوفي في 9 فبراير 1961 بكليفلاند في الولايات المتحدة. حزبياً، نشط في الحزب الجمهوري.